# 2016年ラタキア攻勢
2016年ラタキア攻勢、コードネーム「ヤルムークの戦い（Battle of Yarmouk）」 は、2016年6月下旬にシリアのラタキア県北部で開始されたシリアの反政府勢力の作戦を指す。攻勢の目的は、2016年初頭のシリア政府軍の攻勢で失った領土を取り戻すことであった。

## 攻撃

### 反政府勢力のキンサバ占領
6月27〜30日、FSAグループの支援を受けたアル＝ヌスラ戦線主導のファトフ軍は、上で攻撃を開始トルクメン山地とクルド山地での攻勢を開始し、ロシアの空爆で撤退する前に数ヶ所の村を占領した。この戦闘で反政府勢力33人と兵士15人が死亡した。それでも、その一日後の反政府勢力の二回目の攻勢により、キンサバと、その周辺の12の村や丘を占領した。これを受けて、ロシア空軍はキンサバと他のいくつかの村で100回以上の空爆を行った。
7月2日、反政府勢力はトルクメン山地のJabal Qalat'山頂を占領した。翌日、反政府勢力は戦略的に重要なサラフの村とその周辺の丘を占領したが、その日の夜遅くにNDFとSSNPの支援を受けたシリア海兵隊に奪還された。 
7月4日、予想される政府の攻勢のために共和国防衛隊の援軍がサルマに到着した。7月5日までに、シリア陸軍はキンサバを二面で包囲し、町を奪還するための攻撃を開始する準備をしていた。陸軍と共和国防衛隊はすでにその場所への砲撃を開始していた。一方、ファトフ軍はキンサバではなくアレッポ南部の田園地帯に援軍を送ったと報じられた。トルクメン山とバシュラ村周辺で激しい衝突が続き、イスラム教徒の反政府勢力が空爆と砲撃の中で政府軍の陣地を攻撃していた。
7月5日、アリー・アブドゥッラー・アイユーブ中将は、待望の政府の攻勢準備を行っているラタキア北部の部隊を個人的に視察した。深夜、トルクメン山周辺で政府軍とイスラム教徒の戦闘員との激しい衝突が起き、航空機がカバニの村を爆撃した。伝えられるところによると、7月6日、政府軍の部隊は彼らの陣地に対する別のアル＝ヌスラの攻撃を撃退した。さらに、ファールス通信によれば「ゲリラ戦に熟練した」シリア陸軍第144連隊がラタキア北部に配備された。 

### 最初の陸軍の反撃
7月8日、政府軍は反撃を開始し、シリア海兵隊、砂漠の鷹旅団、特殊部隊がキンサバ南の丘の上と近くの村（シリフ）の２ヶ所を襲撃し、政府軍は両方の奪還に成功した。戦闘中、シャム軍団は地元の司令官を含む多くの死傷者を出した。2日後、政府軍はキンサバに向けて新たな攻撃を開始し、周囲の丘を攻撃し、いくつかの陣地を占領した。しかし、その日の終わりまでに反政府勢力は失った陣地を取り戻した。
7月13〜14日の夜、アル=ヌスラ戦線とトルキスタン・イスラム党がカバニ地域で奇襲攻撃を開始し、村の南にあるズワイカト丘陵を占領した。これに対し、ロシア空軍は前進する反政府勢力への攻撃を強化し、政府軍は再編成して反撃を開始した。
7月16日、政府軍はキンサバの南にあるQalat Tubalを奪還し、その日のうちにキンサバ自体を奪還した。キンサバ奪還作戦は全体で12時間に及んだ。その後、周囲の村や丘もすべて陸軍が奪還した。翌日未明、反政府勢力はキンサバに対して反撃を開始し、町を奪還することに成功した。その後、新たな陸軍の攻撃が開始され、7月18日まで戦闘が続き、陸軍が再び町とその周辺の丘や村を支配した。
7月19日、2回目の反政府勢力の反撃が開始され、Qal'at Shalafの陸軍陣地を標的としたアル＝ヌスラの自爆テロにより、政府軍はキンサバへの撤退を余儀なくされ、反政府勢力が再び町に進撃した。その後、反政府勢力は再びキンサバを奪還し 、過去72時間で町の支配権が交代するのは4回目となった。その間、キンサバでの戦闘が続いてる時に陸軍はこの地域の他のいくつかの村を奪還した。
7月20日、トルキスタン・イスラム党とアハラ・アル＝シャムの支援を受けたアル＝ヌスラ戦線がシャラフの村を占領し、親政府勢力が先日奪還したクルド山地の全陣地から彼らを撤退させた。

### 幕間
7月28日、ファトフ軍はズワイカト山脈を占領することを目的として、ラタキアで新たな攻撃を開始した。彼らの最初の攻撃は政府軍によって撃退されたが、その日の後半の2回目の攻撃の過程で、反政府勢力はズワイカト山脈を占領した。親政府の戦闘員は、制圧されるのを避けるために南に後退することを余儀なくされ、その日の後半に反撃のために再編成し、反政府勢力の得たすべての利益を覆した。

### ２回目の陸軍の反撃
翌日、政府軍はキンサバの奪還を目的とした新たな攻撃を開始した。この攻勢でシリア海兵隊、砂漠の鷹旅団、NDF部隊はシャラフ村を奪還し、他の政府軍部隊がカバニ村やクルド山地などの場所を攻撃した。政府軍の新たな前進にもかかわらず、ファトフ軍はその後、アレッポでの別の政府軍の攻撃に対抗するために、数百人の戦闘員をラタキアからアレッポへと移動させ始めた。この再配置により、ラタキアの反政府勢力の最前線は著しく弱体化したと報じられている。
7月30日、政府軍の戦闘員がシャラフからキンサバを直接攻撃し、激しい衝突を引き起こしたが、この攻撃で政府軍の利益は得られず、攻勢は中止された。

### 3回目の反撃と陸軍のキンサバ奪還
8月4日、親政府勢力は失った領土を奪還するために再び反撃を開始し、キンサバを見下ろすトゥーバルとシリフの丘を標的とした。翌日の朝、親政府勢力はキンサバの郊外を襲撃し、近くの丘をすべて保持していたイスラム教徒の守備隊と激しい戦闘を繰り広げた。親政府部隊は町の包囲を試み（8月6日までに包囲したと主張）、シリフの丘を占領し、町に火器管制を課した。それにもかかわらず、政府軍はまだ町自体に入っていなかった。政府軍はまた、キンサバに援軍として来た反政府勢力を待ち伏せして16〜50人を殺害した後、トゥーバルの丘とルワサット・シャムス山の占領を進めた。これにより、親政府勢力はキンサバに火器管制を課すことができた。
政府軍がキンサバ周辺の丘を占領した後、反政府勢力は町から撤退した。それにもかかわらず、親政府勢力が町に入ったのは、彼らの軍隊もカバニに向けて前進した後であった。これは、前回のキンサバ奪還時のように、反政府勢力の奇襲で圧倒されないようにするためであった。反政府勢力の反撃により政府軍を町から追い出すことができていたが、軍は援軍を受けて町とその周辺を完全に掌握した。反政府勢力は、空爆と砲撃、周囲の丘からの狙撃兵の攻撃により、大きな犠牲者を出した。戦闘の過程で、反政府勢力の沿岸第1師団の2人の指揮官も死亡した。キンサバを奪還した後も陸軍は前進を続け、反政府勢力の攻撃で失った他のほとんどすべての村を奪還した。
政府軍の前進は8月9日も続き、陸軍はトルコ国境からわずか数キロのJabal Al-Qal’at山頂を占領した。8月10日と12日の2回の反政府勢力の反撃は撃退され、反政府勢力はトルコ国境まで撤退した。失敗に終わった反撃の過程で、反政府勢力は3人の指揮官を含む多くの死傷者を出した。 

## 余波
8月12日、政府軍とヒズボラ部隊は、反政府勢力からカバニを奪還することを目的とした攻勢を開始した 。8月16日の時点で、政府軍とジャブハト・ファタハ・アル・シャーム（旧アル＝ヌスラ戦線）軍の激しい戦闘がカバニ周辺で続いていた。8月下旬にカバニに対する政府軍の新たな攻撃が開始されたが、初日に再び撃退された。
9月9日、ラタキア北部で政府軍の新たな大規模攻勢が行われ、13の村といくつかの近くの丘が占領され、政府軍はイドリブ県の県境に到達する寸前まで来ていた。政府軍はまた、9月12日に反政府勢力の拠点カバニ周辺のいくつかの山頂を占領した。9月末、政府軍はタルハダデ丘の頂上に進軍した。
2017年2月、沿岸第1師団と自由イドリブ軍は、シリア政府軍が駐留しているクルド山地のシャラフ城をBM-21 グラードのロケット弾で砲撃した。
4月上旬、反政府勢力はキンサバに向けて攻撃を開始した。しかし、1時間の戦闘の後、Al-Zuwayqat axisへの攻撃は撃退された。